# Hötorget
Hötorget (von schwedisch hö – Heu, torg – Markt) ist ein zentraler Platz in Stockholm, an dem sich das Konzerthaus, das Warenhaus PUB, ein Multiplex-Kino der Svensk Filmindustrie sowie viele Restaurants und Bars befinden. Der Platz ist ein beliebter Treffpunkt und es finden regelmäßig Wochenmärkte statt. In der Nähe befindet sich die gleichnamige U-Bahn-Station.

## Geschichte

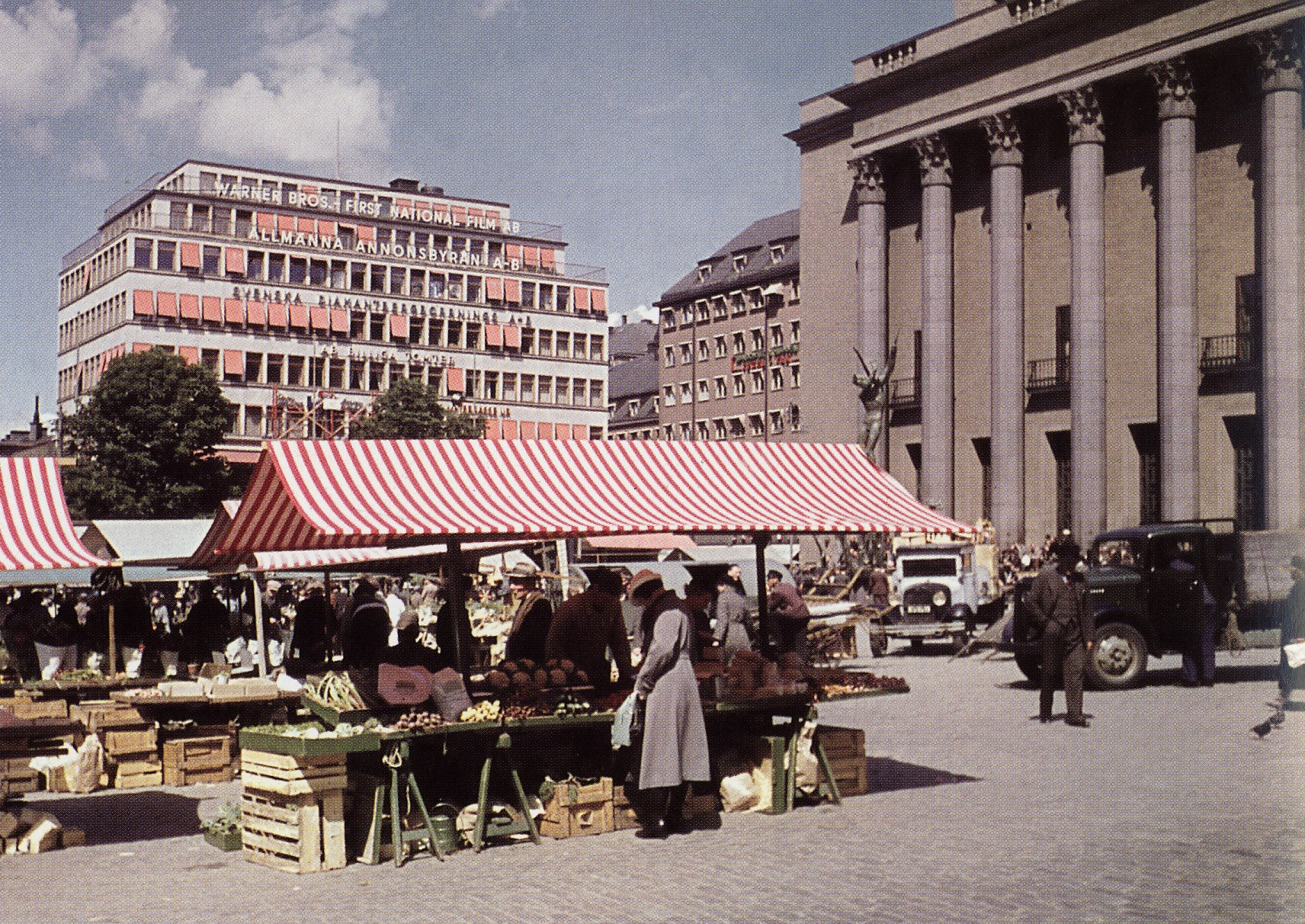
Hötorget 1937

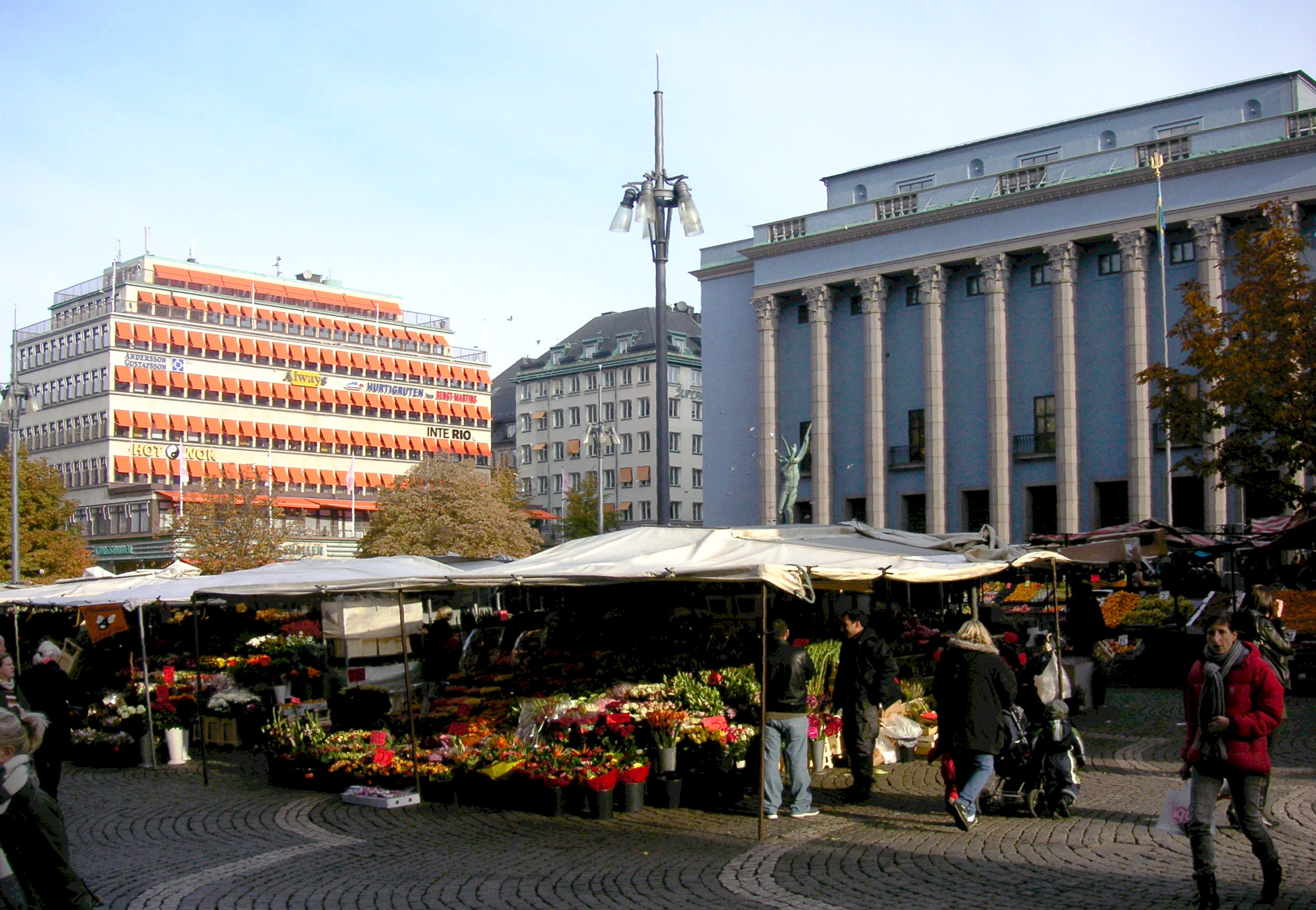
Hötorget 2007

Der Name Hötorget ist schon aus den vierziger Jahren des 17. Jahrhunderts bekannt. Südlich des Platzes lag eine Anlage zur Dressur von Pferden und in deren Nähe entstanden Werkstätten, in denen Skulpturen gegossen wurden. Einer der hier wirkenden Bildhauer war Johan Tobias Sergel, an der Stelle seines Ateliers befindet sich heute eine von ihm geschaffene Statue.
Der Platz selber war lange Zeit ein Marktplatz, doch 1856 verlegte man den Handel mit Holzstämmen, Heu und Stroh zum nahe gelegenen Norrmalmstorg. In den Jahren 1880 bis 1884 entstand die Markthalle Hötorgshallen. 1914 wurde der Handel mit frischem Fleisch von größeren Tieren wie Rind, Schwein und Schaf ganz verboten, und etwas später stellte man auch den Handel mit kleinerem Vieh und anderen Lebensmitteln ein. Diese Produkte wurden von nun an in der neuen Großmarkthalle (Centralsaluhallen) in der Nähe des heutigen Hauptbahnhofs angeboten. Geblieben ist bis heute der Handel mit Gemüse, Blumen, anderen Gartenprodukten und Kleidungszubehör.
Die Bebauung mit Buden und Handwerksstätten aus dem 18. und 19. Jahrhundert existierte noch bis etwa 1920. 1916 entstand das Warenhaus PUB des Unternehmers Paul Urban Bergström. Das Konzerthaus wurde zwischen 1923 und 1926 unter dem Architekten Ivar Tengbom gebaut. Das Gebäude zählt zu den bedeutendsten Beispielen für den schwedischen Neoklassizismus dieser Zeit. Vor dem Konzerthaus steht eine Skulpturengruppe des Bildhauers Carl Milles.
Die große Neugestaltung der Stockholmer City in den 1950er und 1960er Jahren gaben dem südlichen Teil des Platzes ein gänzlich neues Aussehen, während die übrigen Teile ihr Aussehen praktisch unverändert behalten haben.